# Gösta Borg (direktör)
Johan Emil Gösta Borg, född 9 januari 1896 i Ystad, död där 1972, var en svensk direktör.
Borg, som var son till konsul Emil Borg och Ingeborg Schultz, avlade studentexamen 1916 och studerade vid Lunds universitet 1917–1918. Han var anställd av Svenska Handelsbanken 1918–1920, av Försäkrings AB Malmö 1921, kassör i Brand- och Livförsäkrings AB Skåne 1925, blev huvudkassör 1935, valvskamrer 1938 och var kassadirektör där 1943–1955. Han var styrelseledamot i Ystads fornminnesförening och revisor i Charlotte Berlins museum. Han utgav Beskrifning öfwer Staden Ystad av G.H. Baeijer 1793 (tillsammans med Sven Carlquist & Nils Olsson, 1965 ), Ystadshistoria i sten (tillsammans med Sven Carlquist, 1967) och skrev ett flertal tidningsartiklar rörande Ystads historia. År 1969 tilldelades han Vitterhetsakademiens Gustaf Adolfs-medalj för kulturminnesvårdande insatser i Ystad.